# Soms is het te laat
Soms is het te laat is een nummer van de Nederlandse band Wies uit 2019. Het is de eerste single van hun debuutalbum Het is een Wies.
"Soms is het te laat" is een nostalgische terugblik op de plezierige kanten van het buitenschoolse leven tijdens de middelbareschooltijd. Volgens zangeres Jeanne Rouwendaal gaat het nummer over verandering. Toen het nummer twee maanden uit was, werd het een 3FM Megahit en werd het veelvuldig gedraaid door dat station. Desondanks wist de plaat geen notering in de Nederlandse Top 40 of Tipparade te behalen.

## Tracklijst
Muziekdownload
1. "Soms is het te laat" - 3:06